# Biesenrode

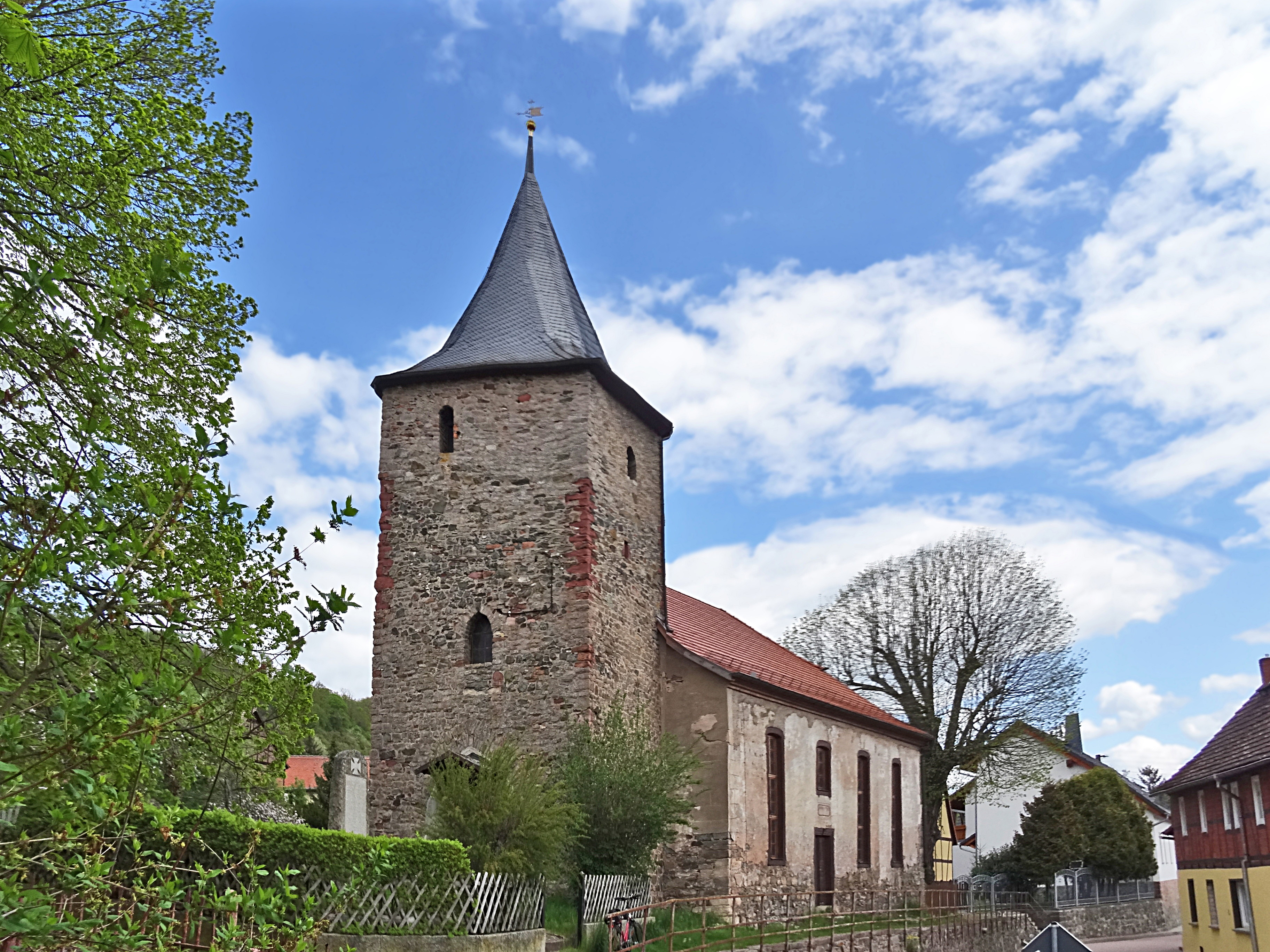
Dorfkirche St. Bartholomäus

Biesenrode ist ein Ortsteil von Mansfeld und befindet sich im Mansfelder Land in Sachsen-Anhalt. Der Ort mit etwa 500 Einwohnern liegt im Tal der Wipper zwischen den Orten Rammelburg und Vatterode.

## Geschichte
Der Ortsname wird u. a. auf Bisino, einen König Thüringens, zurückgeführt, was aber nicht belegbar ist.
Die erste urkundliche Erwähnung des Namens Biesenrode geht auf das Jahr 1144 zurück, als 22. März 1144 der Bischof Rudolf von Halberstadt den Verkauf von 2 Hufen und 3 Worten Landes zu Ditfurt an das Kloster St. Johann bei Halberstadt bestätigt. Unter den Zeugen befand sich nobils Adalbertus de Biseroth.
Der Ort Biesenrode im späteren Amt Rammelburg wurde erstmals urkundlich 1172 genannt. Der historische Ortskern besteht aus einem im Jahre 1698 neuerbauten wehrhaften Ritterhof und der Dorfkirche.
Ein Sportverein besteht in Biesenrode mit den Sparten Fußball, Boxen, Mountainbikefahren, Kegeln und Gymnastik mit 200 Mitgliedern.
Am 1. Januar 2005 wurde Biesenrode in die Stadt Mansfeld eingegliedert.
Es besteht Bahnanschluss durch die Wipperliese, welche jedoch nur im touristischen Verkehr befahren wird.

## Söhne und Töchter des Ortes
- Wolfgang Zeller (1893–1967), Komponist
- Magnus Zeller (1888–1972), Maler und Graphiker